# Toxoptera aurantii
Espèce
Toxoptera aurantii (le puceron noir de l'oranger, puceron du caféier, puceron du théier) est une espèce d'insectes hémiptères de la famille des Aphididae, à répartition pantropicale.
Ce puceron polyphage est un ravageur de diverses cultures tropicales, telle que théiers (Camellia sinensis), agrumes (Citrus), caféiers (Coffea), manguiers (Mangifera indica), cacoyers(Theobroma cacao), etc. On le rencontre également dans les cultures en serres dans les  régions tempérées.
Les dégâts directs provoqués par le prélèvement de la sève des feuilles et des jeunes pousses entraînent l'affaiblissement des plantes et s'accompagnent de dégât indirects dus à l'excrétion de miellat suivi de la formation de fumagine. C'est en outre un vecteur de phytovirus, comme le virus de la tristeza des agrumes.

## Liste des sous-espèces
Selon Catalogue of Life (11 oct. 2013) :
- sous-espèce Toxoptera aurantii aurantii (Boyer de Fonscolombe, 1841)
- sous-espèce Toxoptera aurantii soyogo